# Сибилев (хутор)
Сибилев — хутор в Каменском районе Ростовской области.
Входит в состав Пиховкинского сельского поселения.

## Население
| 2010 |
| ---- |
| 196  |

## Улицы
| - пер. Вербный - ул. Гоголя - ул. Заречная - пер. Лесной | - ул. Некрасова - ул. Степная - пер. Торговый - ул. Южная |

## Известные уроженцы
- Алпатов, Михаил Антонович (1903—1980) — советский историк и писатель, доктор исторических наук.
- Коломийцев, Пётр Андреевич (1925—1992) — советский военнослужащий, старший лейтенант, полный кавалер ордена Славы.
- Куркин, Александр Михайлович (1916—2003) — советский и российский художник и иллюстратор.

## Инфраструктура
В северной части хутора расположена территория базы местного филиала байкерского клуба «Сыны Анархии».